# Uri Milstein

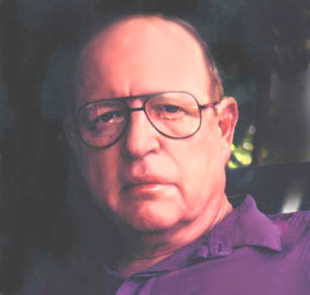
Uri Milstein (ca. 2000)

Uri Milstein (hebräisch אורי מילשטיין‎; * 29. Februar 1940 in Tel Aviv) ist ein israelischer Militärhistoriker und -schriftsteller. Er vertritt geschichtsrevisionistische Thesen.

## Leben
Milstein wurde 1940 als Sohn russischer Einwanderer in Tel Aviv geboren. Seine Eltern waren in den 1930er Jahren am Aufbau des Kibbuz Afikim am Jordangraben beteiligt. Der Vater diente im Zweiten Weltkrieg als Freiwilliger in der British Army; die Mutter war Erzieherin. Milstein trat nach dem Abitur in Tel Aviv 1958 in die Israelischen Verteidigungsstreitkräfte ein. Er diente in der Kommandoeinheit Battalion 890 der Fallschirmjäger-Brigade, für die er später als Militärhistoriker tätig wurde, und nahm als Sanitäter u. a. am Sechstagekrieg (1967) und am Jom-Kippur-Krieg (1973) teil. Nach seiner Kritik 1974 am Battle Of Chinese Farm wurde er seiner Tätigkeit entbunden. Im Reservedienst war er als Militärhistoriker für die Israelischen Luftstreitkräfte tätig.
Ab 1960 studierte er Wirtschaftswissenschaften an der Hebräischen Universität Jerusalem. Nach dem Master in Philosophie erwarb er einen Ph.D. in Politikwissenschaft und forscht seitdem zu militärtheoretischen und -historischen Themen. In den 1980er Jahren unterrichtete er Militärgeschichte am IDF Command and Staff College in Glilot und von 1989 bis 1993 als Visiting Professor für Militärtheorie an der Bar-Ilan-Universität in Ramat Gan, wo auch der Rabin-Attentäter von 1995 Jigal Amir zu seinen Schülern gehörte. Weitere Lehrtätigkeiten führten ihn u. a. an das israelische Universitätszentrum Ariel in Samarien (Westjordanland).
Milstein ist mit einer Schauspielerin verheiratet und Vater von zwei Kindern. Er lebt in Seattle, Washington. Seine Geschwister sind als Universitätsprofessoren für Genetik und islamische Kunst in Israel tätig. Zu seinen Vorfahren gehört u. a. die hebräische Dichterin und Zionistin Rachel. Er gab mehrere Werke seiner Großtante heraus.

## Militärhistorisches Werk
Milstein veröffentlichte mehrere Artikel (u. a. in Haaretz) und Schriften zur israelischen Militärgeschichte. Er schrieb ein bei der University Press of America herausgegebenes, richtungsweisendes und mehrbändiges Werk zum Israelischen Unabhängigkeitskrieg in den 1940er Jahren, das auch vom US-amerikanischen Nachrichtenmagazin Time aufgegriffen wurde. Trotz seiner erworbenen Reputation sind viele seiner Schriften und darin vertretenen Thesen, so auch zur paramilitärischen Untergrundorganisation Palmach und die Biografie über Jitzchak Rabin, in der israelischen Öffentlichkeit und beim Militär umstritten. Zudem gilt er als einer der wenigen israelischen Vertreter der mittlerweile widerlegten geschichtsrevisionistischen Präventivkriegsthese zum Zweiten Weltkrieg.
Er ist dem konservativen Parteienbündnis Likud nahestehend und pflegte enge Beziehungen zum ehemaligen General und Ministerpräsidenten Ariel Scharon. Einer seiner Gegenspieler ist der Militärhistoriker Meir Pa’il.

## Auszeichnungen
- 2007: Jabotinsky-Preis für Blood Libel at Deir Yassin: The Black Book

## Schriften (Auswahl)
Milstein veröffentlichte über 30 Bücher in hebräischer Sprache, die auch ins Englische übersetzt wurden:
- History of Israel's War of Independence. 4 Bände, Übersetzt und herausgegeben durch Alan Sacks, University Press of America, Lanham u. a. 1996 ff.

- Band 1: A Nation Girds For War, 1996, ISBN 0-7618-0372-6
- Band 2: The First Month, 1997, ISBN 0-7618-0721-7
- Band 3: The First Invasion, 1998, ISBN 0-7618-0769-1
- Band 4: Out of Crisis Came Decision, 1999, ISBN 0-7618-1489-2

- mit Arie Amit (Tepper): The Rabin File: An Unauthorized Expose. Gefen Publishing House, Jerusalem/New York 2000, ISBN 965-229-196-X.
- The Birth of a Palestinian Nation: The Myth of the Deir Yassin Massacre. Übersetzt durch Yonatan Silverman, Gefen Publishing House, Jerusalem/New York 2012, ISBN 978-965-229-582-8.